# Greatest Hits (альбом The Human League)
Greatest Hits — сборник британской синтипоп-группы The Human League, изданный в 1988 году лейблом Virgin Records.

## Об альбоме
Альбом включает в себя 13 синглов из альбомов группы, записанных до альбома 1990 года Romantic?
Диск был переиздан в 1995 году, в его издание были включены 2 новых сингла, выпущенных группой в 1995 году. Первый сингл «Tell Me When» первоначально был записан для их седьмого студийного альбома Octopus, но он вошёл и в сборник, а второй — «Stay with Me Tonight» вместе с «Tell Me When» включен в Greatest Hits 1995 года, а позже был издан как отдельный сингл.
В UK Albums Chart сборник занял третье место, а в Новой Зеландии он занял сорок восьмую позицию. В 1995 году Британская ассоциация производителей фонограмм присвоила диску золотой статус.

## Список композиций
Издание 1988 года
| №   | Название                          | Автор(ы)            | Оригинальный альбом                            | Длительность |
| --- | --------------------------------- | ------------------- | ---------------------------------------------- | ------------ |
| 1.  | «Mirror Man»                      | Бёрден, Коллис, Оки | Fascination!                                   | 3:49         |
| 2.  | «(Keep Feeling) Fascination»      | Коллис, Оки         | Fascination!                                   | 3:43         |
| 3.  | «The Sound of the Crowd»          | Бёрден, Оки         | Dare                                           | 3:56         |
| 4.  | «The Lebanon»                     | Коллис, Оки         | Hysteria                                       | 3:43         |
| 5.  | «Human»                           | Джем, Льюис         | Crash                                          | 3:46         |
| 6.  | «Together in Electric Dreams»     | Мородер, Оки        | Philip Oakey & Giorgio Moroder Electric Dreams | 3:53         |
| 7.  | «Don’t You Want Me»               | Коллис, Оки, Райт   | Dare                                           | 3:57         |
| 8.  | «Being Boiled»                    | Марш, Оки, Уэр      | Travelogue                                     | 3:38         |
| 9.  | «Love Action (I Believe in Love)» | Бёрден, Оки         | Dare                                           | 3:50         |
| 10. | «Louise»                          | Коллис, Оки, Райт   | Hysteria                                       | 4:55         |
| 11. | «Open Your Heart»                 | Коллис, Оки         | Dare                                           | 3:55         |
| 12. | «Love Is All That Matters»        | Джем, Льюис         | Crash                                          | 4:06         |
| 13. | «Life on Your Own»                | Коллис, Оки, Райт   | Hysteria                                       | 4:05         |

Издание 1995 года
| №   | Название                            | Автор(ы)            | Оригинальный альбом | Длительность |
| --- | ----------------------------------- | ------------------- | ------------------- | ------------ |
| 1.  | «Don’t You Want Me»                 | Коллис, Оки, Райт   |                     | 3:57         |
| 2.  | «Love Action (I Believe in Love)»   | Бёрден, Оки         |                     | 3:50         |
| 3.  | «Mirror Man»                        | Бёрден, Коллис, Оки |                     | 3:49         |
| 4.  | «Tell Me When» (с альбома Octopus)  | Беккет, Оки         |                     | 4:43         |
| 5.  | «Stay with Me Tonight»              | Оки, Стэнли         |                     | 4:00         |
| 6.  | «Open Your Heart»                   | Коллис, Оки         | Dare                | 3:55         |
| 7.  | «Keep Feeling Fascination»          | Коллис, Оки         | Fascination!        | 3:43         |
| 8.  | «The Sound of the Crowd»            | Бёрден, Оки         |                     | 3:56         |
| 9.  | «Being Boiled»                      | Марш, Оки, Уэр      |                     | 3:38         |
| 10. | «The Lebanon»                       | Коллис, Оки         |                     | 3:43         |
| 11. | «Love Is All That Matters»          | Джем, Льюис         |                     | 4:06         |
| 12. | «Louise»                            | Коллис, Оки, Райт   |                     | 4:55         |
| 13. | «Life on Your Own»                  | Коллис, Оки, Райт   |                     | 4:05         |
| 14. | «Together in Electric Dreams»       | Мородер, Оки        |                     | 3:53         |
| 15. | «Human»                             | Джем, Льюис         |                     | 3:47         |
| 16. | «Don’t You Want Me (Snap! 7 Remix)» |                     |                     | 3:58         |

## Участники записи
- Филип Оки[англ.] — вокал, композитор
- Сьюзан Энн Салли[англ.], Джоанн Катеролл[англ.] — бэк-вокал, вокал
- Филип Эдриан Райт[англ.] — клавишные, синтезатор, композитор
- Иэн Бёрден[англ.] — бас-гитара, клавишные, композитор
- Джо Коллис[англ.] — гитара, композитор
- Мартин Уэр[англ.] — синтезатор, композитор
- Иэн Крейг Марш[англ.] — синтезатор, композитор